# Walter Schellenberger
Walter Schellenberger (* 23. Juli 1920 in Rheinzabern; † 5. Juni 2010 ebenda) war ein deutscher Politiker (FDP) und Sportfunktionär.
Schellenberger betrieb, nachdem er im Zweiten Weltkrieg Soldat gewesen war, eine Landwirtschaft. Zum 1. September 1938 war er der NSDAP beigetreten. Er wurde 1952 zum Bürgermeister der Gemeinde Rheinzabern gewählt. Dieses Amt führte er bis 1994 aus, ab 1958 hauptamtlich, nach der Bildung der Verbandsgemeinde Jockgrim 1972 ehrenamtlich. Er kandidierte erfolglos für das Amt des ersten Bürgermeisters der Verbandsgemeinde, gehörte aber lange Jahre dem Rat an und saß auch im Kreistag des Landkreises Germersheim. Von 1975 bis 1983 war er Abgeordneter im Landtag Rheinland-Pfalz und gehörte dort dem Ausschuss für Landwirtschaft, Weinbau und Forsten an.
Schellenberger war über vierzig Jahre lang Vorsitzender des Turnvereins Rheinzabern, außerdem Vorsitzender des Speyrer Turngaus, stellvertretender Vorsitzender des Pfälzer Turnerbundes, Vizepräsident des Sportbundes Pfalz und Mitglied des Präsidiums sowie von 1984 bis 2000 Schatzmeister beim Landessportbund. Nach ihm wurde ein Turnwettbewerb benannt.

## Ehrungen
- 1983: Verdienstkreuz am Bande der Bundesrepublik Deutschland
- 1989: Verdienstorden des Landes Rheinland-Pfalz
- Schellenberger war Ehrenbürger von Rheinzabern und Ehrenmitglied des Landessportbundes.
- Freiherr-vom-Stein-Plakette[2]